# Rimski statut Mednarodnega kazenskega sodišča
Rimski statut Mednarodnega kazenskega sodišča je temeljna listina Mednarodnega kazenskega sodišča sestavljena v Rimu 17. julija 1998. Statut je ustanovna listina in podlaga za vse nadaljnje pravne akte tega sodišča. 11. aprila 2002 je 66 držav članic (od 139 držav podpisnic) deponiralo instrumente ratifikacije, statut sodišča pa je začel veljati 1. julija 2002.
Podpisnice ponovno potrjujejo cilje in načela Ustanovne listine Združenih narodov in še posebej, da se bodo vse države vzdržale grožnje s silo ali uporabe sile proti ozemeljski celovitosti ali politični neodvisnosti katere koli države, ali na kakršen koli drug način, ki ni v skladu s cilji Združenih narodov, in poudarjajo s tem v zvezi, da se nič v tem statutu ne sme razumeti, kot da pooblašča katero koli državo pogodbenico, da poseže v oborožen spopad ali v notranje zadeve katere koli države.
Podpisnice so odločene, da v ta namen in v dobro sedanjih in prihodnjih generacij ustanovijo neodvisno stalno Mednarodno kazensko sodišče, povezano s sistemom Združenih narodov in pristojno za najtežja hudodelstva, ki prizadevajo mednarodno skupnost kot celoto. Slovenija je pristopila k Rimskemu statutu dne 22. novembra 2001

## Ustanovitev sodišča
S tem statutom je ustanovljeno Mednarodno kazensko sodišče, ki je trajna institucija in je pooblaščeno, da izvaja svojo jurisdikcijo nad storilci najtežjih mednarodnih hudodelstev, kot so opisana v tem statutu, in dopolnjuje kazenske jurisdikcije držav.
Razmerje med Sodiščem in Združenimi narodi ureja sporazum, ki ga potrdi skupščina držav pogodbenic tega statuta in nato v njenem imenu sklene predsednik Sodišča.
Sodišče je mednarodna pravna oseba. Ima tudi tako pravno sposobnost, kot je potrebna za izvajanje njegovih nalog in izpolnjevanje njegovih namenov.

## Pristojnost, dopustnost in uporabno pravo
Pristojnost Sodišča je omejena na najtežja hudodelstva, ki zadevajo mednarodno skupnost kot celoto. V skladu s tem statutom je Sodišče pristojno za naslednja hudodelstva:

### (a) genocid,
V tem statutu pomeni “genocid” katero koli od naslednjih dejanj, storjenih z namenom v celoti ali delno uničiti neko narodnostno, etnično, rasno ali versko skupino:
(a) pobijanje pripadnikov take skupine,
(b) povzročanje hudih telesnih ali duševnih poškodb pripadnikom take skupine,
(c) naklepno izpostavljanje takšne skupine življenjskim razmeram, ki naj privedejo do njenega popolnega ali delnega fizičnega uničenja,
(d) uvajanje ukrepov, ki preprečujejo rojstva v skupini,
(e) prisilno preseljevanje otrok ene skupine v drugo skupino.

### (b) hudodelstva zoper človečnost,
V tem statutu “hudodelstvo zoper človečnost” pomeni katero koli od naslednjih dejanj, ki so sestavni del velikega ali sistematičnega napada na civilno prebivalstvo (je ravnanje, ki vključuje večkratno izvršitev dejanj iz prvega odstavka, zoper civilno prebivalstvo pri izvajanju ali v podporo politiki kakšne države ali organizacije, ki imata takšne cilje) ob vednosti storilca, da gre za tak napad:
(a) umor,
(b) iztrebljanje, (je naklepno ustvarjanje takšnih življenjskih razmer, med drugim kratenje dostopa do hrane in zdravil, ki naj privedejo do delnega uničenja prebivalstva)
(c) zasužnjevanje, (pomeni izvajanje posameznega ali vseh upravičenj, ki izhajajajo iz lastninske pravice nad osebo in vključujejo tudi izvajanje takšnih upravičenj pri trgovanju z ljudmi, zlasti z ženskami in otroki)
(d) deportacija ali prisilna preselitev prebivalstva,
(e) zapor ali drug strog odvzem prostosti ob kršitvi temeljnih pravil mednarodnega prava,
(f) mučenje, ( pomeni naklepno povzročitev hude bolečine, telesnega ali duševnega trpljenja osebi, ki jo je obtoženec pridržal ali je pod njegovim nadzorom; mučenje pa ne vključuje bolečine ali trpljenja, ki je izključno posledica izvrševanja zakonitih sankcij ali je z njimi povezano)
(g) posilstvo,
spolno suženjstvo,
vsiljena prostitucija,
prisilna nosečnost, ( pomeni protipravno pridržanje ženske, ki je zanosila pod prisilo, z namenom vplivati na etnično sestavo katerega koli prebivalstva ali izvajati druge hude kršitve mednarodnega prava. Ta opredelitev se nikakor ne sme razlagati tako, kot da vpliva na notranjo zakonodajo v zvezi z nosečnostjo)
prisilna sterilizacija ali katera koli druga oblika primerljivo hudega spolnega nasilja,
(h) preganjanje kakšne prepoznavne skupine ali skupnosti zaradi političnih, rasnih, narodnih, etničnih, kulturnih, verskih razlogov, razlogov, povezanih s spolom, kot je določeno v tretjem odstavku, ali drugih razlogov, ki so po mednarodnem pravu na splošno priznani kot nedopustni, če je takšno preganjanje povezano z drugim dejanjem, navedenim v tem odstavku, ali katerim koli drugim kaznivim dejanjem iz pristojnosti Sodišča;
(i) prisilno izginotje oseb, (pomeni prijetje, pridržanje ali ugrabitev oseb po nalogu države ali politične organizacije ali z njenim pooblastilom, podporo ali privolitvijo, ki potem takega odvzema prostosti ne prizna ali noče dati podatkov o usodi teh oseb ali o tem, kje so z namenom odvzeti tem osebam pravno varstvo za daljši čas)
(j) apartheid, (pomeni nečlovečna dejanja, podobna tistim iz prvega odstavka, storjena v okviru institucionaliziranega režima sistematičnega zatiranja in nadvlade ene rasne skupine nad kakšno drugo rasno skupino ali skupinami z namenom, da se ohrani tak režim)
(k) druga podobna nečlovečna dejanja, ki naklepno povzročajo veliko trpljenje ali hude telesne poškodbe ali okvare duševnega ali telesnega zdravja.

### (c) vojna hudodelstva,
Sodišče je pristojno za vojna hudodelstva, še posebej če so storjena kot sestavni del načrta ali politike ali kot del obsežnega izvrševanja takih hudodelstev. Gre predvsem za hude kršitve Ženevskih konvencij z dne 12. avgusta 1949, in sicer katero koli naslednje dejanje zoper osebe ali premoženje, ki jih varujejo določbe ustrezne Ženevske konvencije:
- naklepno pobijanje;
- mučenje ali nečlovečno ravnanje, vključno z biološkimi poskusi;
- naklepno povzročanje velikega trpljenja ali hudih telesnih poškodb ali okvar zdravja;
- obsežno uničevanje in prilaščanje premoženja, ki ju vojaške potrebe ne upravičujejo in sta izvedeni protipravno in samovoljno;
- prisiljenje vojnega ujetnika ali druge zaščitene osebe, da služi v sovražnikovih oboroženih silah;
- naklepen odvzem pravice vojnemu ujetniku ali drugi zaščiteni osebi do poštenega in pravilnega sojenja;
- protipravna deportacija ali premestitev ali protipravno pridržanje;
- jemanje talcev

Stvarno pristojno je sodišče tudi za druge hude kršitve zakonov in običajev, ki se uporabljajo v mednarodnih oboroženih spopadih po veljavnem mednarodnem pravu. Da bi sodišče lahko doseglo pravno varnost, oblikuje znake kaznivih dejanj kot poseben akt, ki ga vse članice lahko popravljajo in urejajo.

### (d) agresija
Sodišče je časovno pristojno samo za hudodelstva, ki so bila izvršena po začetku veljavnosti tega statuta.Če država postane pogodbenica tega statuta po začetku njegove veljavnosti, lahko ima Sodišče jurisdikcijo samo za kazniva dejanja, storjena po začetku veljavnosti tega statuta za to državo.
Sodišče je osebno pristojno le za države, ki so sopogodbenice Rimskega statuta. Če je potrebno, lahko država, ki ni pogodbenica, sprejme pristojnost Sodišča za določeno kaznivo dejanje.

#### Dopustnost
Sodišče lahko odloči, da je zadeva nadopustna za obravnavo, če:
(a) zadevo preiskuje ali preganja država, ki ima za ta primer jurisdikcijo, razen če ta država noče ali dejansko ne more izvesti preiskave ali pregona;
(b) je zadevo preiskovala država, ki ima zanjo pristojnost, in se je ta država odločila, da ne bo preganjala določene osebe, razen če odločitev ni posledica nepripravljenosti ali nezmožnosti države, da bi jo dejansko preganjala;
(c) so določeni osebi že sodili za ravnanje, na katero se obtožba nanaša, sojenje tega Sodišča pa ni dovoljeno po tretjem odstavku 20. člena;
(d) teža kaznivega dejanja ne opravičuje nadaljnjega ukrepanja Sodišča.

#### Spodbijanje pristojnosti Sodišča ali dopustnosti zadeve
Sodišče se prepriča o svoji pristojnosti pri vsaki zadevi, ki mu je bila predložena. Sodišče lahko na lastno pobudo odloči o dopustnosti zadeve
Tožilec lahko zaprosi za odločitev Sodišča v zvezi z vprašanjem o pristojnosti ali dopustnosti. V postopkih v zvezi s pristojnostjo ali dopustnostjo lahko dajo pripombe Sodišču tudi tisti, ki so tožilca seznanili nepristojnostjo ter žrtve.
Dopustnost zadeve ali pristojnost Sodišča lahko katera koli oseba ali država, navedena v drugem odstavku, spodbija samo enkrat.
Razen če v tem statutu ni določeno drugače, se nobeni osebi ne sodi pred Sodiščem v zvezi z ravnanjem, ki je bilo podlaga kaznivih dejanj, za katere je to osebo Sodišče že obsodilo ali oprostilo. Nobeni osebi se ne sodi pred drugim sodiščem za kaznivo dejanje, za katero je Sodišče to osebo že obsodilo ali oprostilo.

## Pravna podlaga
Sodišče uporablja:
(a) predvsem Rimski statut in akte sodišča (Znaki kaznivih dejanj in svoja Pravila o postopku in dokazih), ki jih oblikuje sodišče s podpisnicami
(b) pa tudi, če je primerno, uporabne mednarodne pogodbe ter načela in pravila mednarodnega prava, vključno z veljavnimi načeli in pravili mednarodnega prava oboroženih spopadov,
(c) če to ne zadošča, splošna pravna načela, ki jih Sodišče izvede iz notranjih zakonodaj pravnih sistemov sveta, vključno, kadar je to primerno, z notranjim pravom držav, ki bi praviloma izvajale jurisdikcijo za kaznivo dejanje, če ta načela niso neskladna s tem statutom, ter z veljavnim mednarodnim pravom in mednarodno priznanimi normami in standardi.
Pri uporabi prava sodišče pazi, da ne krši pri tem človekove pravice.

## Kazenska odgovornost
Oseba ni kazensko odgovorna po tem statutu, razen če določeno ravnanje, ko je storjeno, predstavlja kaznivo dejanje v pristojnosti Sodišča.
Znake kaznivega dejanja je treba razlagati ozko in jih ne širiti z analogijo. V dvomu jih je treba razlagati v korist osebe, proti kateri poteka preiskava, ki se preganja ali obsodi. To ne vpliva na opredelitev kakršnega koli ravnanja kot kaznivega po mednarodnem pravu neodvisno od tega statuta.
Oseba, ki jo obsodi Sodišče, se lahko kaznuje le v skladu s tem statutom. Nihče ni kazensko odgovoren po tem statutu za ravnanje, izvršeno pred začetkom veljavnosti statuta. Če je bilo pravo, ki se uporablja v dani zadevi, spremenjeno pred pravnomočno sodbo, se uporabi pravo, ki je ugodnejše za osebo, proti kateri teče preiskava, ki se preganja ali obsodi. Sodišče je v skladu s tem statutom kaznuje le fizične osebe.
Oseba, ki stori kaznivo dejanje, ki je v pristojnosti Sodišča, je v skladu s tem statutom zanj osebno odgovorna in se lahko kaznuje.
V skladu s tem statutom je kazensko odgovoren in se lahko kaznuje za kaznivo dejanje, ki je v pristojnosti Sodišča, kdor:
(a) stori tako kaznivo dejanje sam, skupaj z drugo osebo ali po drugi osebi, ne glede na to, ali je ta druga oseba kazensko odgovorna,
(b) ukaže izvršitev takega kaznivega dejanja, ki je dokončano ali poskušano, k njej spodbuja ali nanjo napeljuje,
(c) z namenom, da olajša izvršitev takega kaznivega dejanja, pri njej pomaga, jo podpira ali drugače pripomore k njej ali k njenemu poskusu, vključno s tem, da preskrbi sredstva za njegovo izvršitev;
(d) kakor koli drugače prispeva k izvršitvi takega kaznivega dejanja ali njenemu poskusu s strani skupine oseb, ki deluje s skupnim namenom. Tako prispevanje je naklepno in je:
(i) izvršeno z namenom pospešiti kaznivo delovanje ali kazniv namen skupine, če se tako delovanje ali namen nanaša na izvšitev kaznivega dejanja v pristojnosti Sodišča, ali
(ii) poteka ob vedenju za naklep skupine, da stori kaznivo dejanje;
(e) kadar gre za genocid, neposredno in javno ščuva druge h genocidu;
(f) poskuša izvršiti tako kaznivo dejanje z ravnanjem, ki pomeni bistven korak na poti k izvršitvi dejanja, pa ga ne dokonča zaradi okoliščin, ki so neodvisne od njegove volje. Kdor pa opusti prizadevanja za izvršitev kaznivega dejanja ali drugače prepreči njegovo dokončanje, se ne kaznuje po tem statutu za poskus storitve tega kaznivega dejanja, če je povsem in prostovoljno opustil kazniv namen.
Nobena določba tega statuta, ki se nanaša na individualno kazensko odgovornost, ne vpliva na odgovornost držav po mednarodnem pravu.
Sodišče ni pristojno za nobeno osebo, ki je bila ob domnevni izvršitvi kaznivega dejanja mlajša od osemnajst let.

### Uradni položaj
Ta statut se uporablja enako za vse osebe brez vsakršnih razlik, ki temeljijo na uradnem položaju. Še zlasti uradni položaj šefa države ali vlade, člana vlade ali parlamenta, izvoljenega predstavnika ali vladnega uradnika v nobenem primeru osebe ne oprosti kazenske odgovornosti po tem statutu, niti sam po sebi ni razlog za omilitev kazni. Imunitete ali posebna pravila postopka, povezana z uradnim položajem osebe, bodisi po notranjem ali mednarodnem pravu ne ovirajo Sodišča pri izvajanju jurisdikcije nad tako osebo.
Poleg drugih razlogov za kazensko odgovornost po tem statutu za kazniva dejanja, ki so v pristojnosti Sodišča:
(a) je vojaški poveljnik ali oseba, ki dejansko nastopa kot vojaški poveljnik, kazensko odgovorna za kazniva dejanja v pristojnosti Sodišča, ki so jih storile enote, pod njenim dejanskim poveljstvom in nadzorom oziroma pod njeno dejansko oblastjo in nadzorom kot posledico dejstva, da ni pravilno izvajal ali izvajala nadzora nad takimi enotami, če:
(i) je vojaški poveljnik ali oseba bodisi vedela ali bi zaradi takratnih okoliščin morala vedeti, da so njegove enote izvršile ali nameravale storiti taka kazniva dejanja, in
(ii) vojaški poveljnik ali oseba ni izvedla vseh potrebnih in primernih ukrepov v okviru svojih pooblastil za preprečitev ali ustavitev storitve ali za predložitev zadeve pristojnim organom v preiskavo in pregon;
(b) glede odnosov med nadrejenimi in podrejenimi, ki niso opisani v prvem odstavku, je nadrejeni kazensko odgovoren za kazniva dejanja v pristojnosti Sodišča, ki so jih storili podrejeni pod njegovo dejansko oblastjo in nadzorom, ker ni pravilno nadziral podrejenih, če:
(i) je nadrejeni vedel ali zavestno ni upošteval informacije, ki je jasno kazala na to, da so podrejeni izvrševali ali nameravali izvršiti taka kazniva dejanja,
(ii) so se kazniva dejanja nanašala na dejavnosti, za katere je bil nadrejeni dejansko odgovoren ali so bile pod njegovim nadzorom, in
(iii) nadrejeni ni izvedel vseh potrebnih in primernih ukrepov v okviru svojih pooblastil za preprečitev ali ustavitev storitve ali za predložitev zadeve pristojnim organom v preiskavo in pregon.
Kazniva dejanja v pristojnosti Sodišča ne zastarajo.

## Sestava in delovanje sodišča
Organi Sodišča
Sodišče sestavljajo:
(a) predsedstvo,
(b) pritožbeni oddelek, obravnavni oddelek in predobravnavni oddelek,
(c) tožilstvo,
(d) sodno tajništvo Sodišča.

### Sodniška služba
Vsi sodniki so izvoljeni kot redno zaposleni člani Sodišča in so tako na voljo od začetka svojega mandata. Sodišče sestavlja 18 sodnikov. Sodniki se izberejo izmed oseb visokega moralnega ugleda, nepristranskosti in neoporečnosti, ki imajo usposobljenost, zahtevano v njihovi državi za imenovanje na najvišje sodniške funkcije. Vsak kandidat za izvolitev v Sodišče mora:
- biti strokovno uveljavljen na področju kazenskega materialnega in procesnega prava in imeti potrebne ustrezne izkušnje s kazenskimi postopki kot sodnik, tožilec, odvetnik ali na drugem podobnem položaju ali
- biti strokovno uveljavljen na ustreznih področjih mednarodnega prava, kot je mednarodno humanitarno pravo in pravo človekovih pravic, in imeti obsežne poklicne izkušnje na pravnem področju, ki se nanašajo na sodno delo sodišča.
- vsak kandidat za izvolitev v Sodišče mora odlično znati in tekoče govoriti vsaj enega od delovnih jezikov sodišča.

Sodniki se izvolijo s tajnim glasovanjem na zasedanju Skupščine držav pogodbenic. V sodišču ne sme biti več kot en sodnik državljan iste države. Oseba v Sodišču, ki bi se lahko štela za državljana več kot ene države, se šteje za državljana države, v kateri ta oseba običajno uresničuje državljanske in politične pravice. Mandat sodnikov traja devet let in se ne more biti ob koncu ponovno izvoljen. Sodniki se volijo po tretjinah na tri leta.

### Tožilstvo
Tožilstvo vodi tožilec. Tožilec ima vso pristojnost za vodenje in upravljanje tožilstva, vključno z osebjem, objekti in drugimi sredstvi. Tožilcu pomaga en ali več namestnikov tožilca, ki imajo pravico opravljati katero koli delo, ki se po tem statutu zahteva od tožilca. Tožilec in namestniki tožilca morajo imeti različno državljanstvo. Delajo polni delovni čas. Tožilec in njegovi namestniki so osebe velikega moralnega ugleda, biti morajo visoko strokovno usposobljeni in imeti veliko praktičnih izkušenj s pregonom ali sojenjem v kazenskih zadevah. Odlično morajo znati in tekoče govoriti vsaj enega od delovnih jezikov sodišča. Tožilec se izvoli s tajnim glasovanjem z absolutno večino članic Skupščine držav pogodbenic. Namestniki tožilca so izvoljeni na enak način s seznama kandidatov, ki ga pripravi tožilec. Tožilec imenuje tri kandidate za vsak položaj namestnika tožilca, ki ga je treba zapolniti. Če ob njegovi izvolitvi ni določen krajši mandat, imajo tožilec in njegovi namestniki devetletni mandat in ne morejo biti ponovno izvoljeni. Niti tožilec niti njegovi namestniki se ne smejo ukvarjati z nobeno dejavnostjo, ki bi lahko posegala v njihove naloge tožilca ali bi lahko vplivala na zaupanje v njihovo neodvisnost. Ne smejo opravljati nobene druge poklicne dejavnosti. Predsedstvo lahko tožilca ali njegovega namestnika na njegovo zahtevo oprosti delovanja v določeni zadevi.

## Glavna obravnava
Statut ureja tako prisilno privedbo, odvzem prostosti, uvedbo preiskave in zbiranje dokazov.
Glavna obravnava poteka na sedežu Sodišča. Obtoženec mora biti navzoč na sojenju. Če obtoženec, ki je navzoč na Sodišču, nenehno moti glavno obravnavo, ga lahko obravnavni senat odstrani in poskrbi, da spremlja obravnavo in daje navodila zagovorniku izpred sodne dvorane s pomočjo komunikacijskih tehničnih sredstev, če je to potrebno. Tak ukrep se sprejme samo v izjemnih okoliščinah, potem ko se izkaže, da so vse druge razumne možnosti neustrezne, in samo, dokler je nujno potrebno.
Obravnavni senat skrbi za pravično in hitro obravnavo ob polnem spoštovanju pravic obtoženca in dolžnem upoštevanju varstva žrtev in prič. Po predaji zadeve v sojenje v skladu s tem statutom se obravnavni senat, ki je določen za obravnavo zadeve:
(a) posvetuje s strankami in sprejme postopke, ki omogočajo pravično in hitro vodenje postopka;
(b) določi jezik ali jezike, ki se uporabljajo na obravnavi, in
(c) ob upoštevanju katerih koli drugih ustreznih določb tega statuta poskrbi za razkritje dokumentov ali informacij, ki še niso bile razkrite, dovolj zgodaj pred začetkom obravnave, da se omogoči ustrezna priprava na obravnavo.
Obravnavni senat lahko, če je to potrebno za njegovo učinkovito in pravično delovanje, prenese predhodna vprašanja predobravnavnemu senatu ali po potrebi drugemu sodniku predobravnavnega oddelka, ki je na voljo. Po uradnem obvestilu strank lahko obravnavni senat odredi združitev oziroma razdružitev obtožnic proti več kot enemu obtožencu.
Sodišče lahko kaznuje osebe, ki se pred Sodiščem vedejo neprimerno, vključno s tistimi, ki motijo postopek ali namerno odklonijo upoštevanje navodil, z upravnimi ukrepi, razen z zaporno kaznijo, kot so začasna ali stalna odstranitev iz sodne dvorane, denarna kazen ali z drugimi podobnimi ukrepi

## Kazen
Sodišče lahko izreče osebi, obsojeni za kaznivo dejanje, eno od teh kazni:
(a) zapor za določeno število let, ki ne sme biti daljši od 30 let, ali
(b) dosmrtni zapor, če je upravičen zaradi izjemne teže kaznivega dejanja in osebnih okoliščin obsojenca.
Lahko Sodišče odredi:
(a) denarno kazen,
(b) odvzem premoženjske koristi, premoženja in sredstev, ki izvirajo neposredno ali posredno iz tega kaznivega dejanja, brez poseganja v pravice tretjih dobrovernih oseb.